# Krwią i żelazem
Krwią i żelazem (niem. Blut und Eisen) – passus pochodzący z przemówienia Ottona von Bismarcka (ówczesnego premiera Prus) wygłoszonego w trakcie konfliktu konstytucyjnego 30 września 1862 roku przed komisją budżetową pruskiej Izby Reprezentantów.

## Pochodzenie
Intencją Bismarcka, mianowanego właśnie premierem Prus, było zapobieżenie rozłamowi między Izbą Reprezentantów a rządem. Izba nie zatwierdziła bowiem wszystkich środków finansowych na planowaną reformę armii, mimo że liberalna większość bynajmniej nie sprzeciwiała się reorganizacji i wzmocnieniu armii. Liberałowie domagali się utrzymania dwuletniego okresu służby wojskowej i pozostawienia Landwehry w strukturach armii polowej.
Aby zdobyć poparcie Izby Reprezentantów, Bismarck wygłosił 30 września przemówienie, w którym padły między innymi następujące słowa:

Oczy Niemiec są skierowane nie na liberalizm Prus, lecz na ich potęgę. Bawaria, Wirtembergia, Badenia lubią dogadzać sobie liberalizmem i dlatego nikt nie przyzna im tej pozycji, co Prusom; Prusy muszą zjednoczyć swoje siły, czekając na nadejście dogodnego momentu, który już kilkakrotnie został przegapiony; granice Prus po traktatach wiedeńskich nie sprzyjają zdrowemu funkcjonowaniu państw; wielkie problemy współczesności nie rozstrzygną się mowami i uchwałami większości – to właśnie wielki błąd z roku 1848 i 1849 – lecz krwią i żelazem.

Bismarck odwołał się tym samym do wiersza Żelazny krzyż (Das eiserne Kreuz) Maxa von Schenkendorfa, ochotnika wojen wyzwoleńczych, w którym pisze on:

Denn nur Eisen kann uns retten,

Und erlösen kann nur Blut

von der Sünde schweren Ketten,

Von des Bösen Uebermuth.

Uratuje nas tylko żelazo

I zbawić nas może tylko krew

od łańcuchów ciężkich grzechu,

od lekkomyślności zła.

Była to zapowiedź aktywnej polityki zagranicznej Bismarcka. Chociaż liberalna większość w Izbie Reprezentantów podzielała zdanie, że „kwestii niemieckiej” nie da się rozwiązać bez przemocy, to jednak mowę postrzegano jako zapowiedź nadejścia dyktatury w zakresie polityki zagranicznej. Sam Bismarck od początku sprzeciwiał się tej interpretacji:

Nie chciał szukać konfliktów zewnętrznych dla przezwyciężenia trudności wewnątrz kraju; to byłoby niepoważne; nie chciał szukać korzyści; mówił o konfliktach, których nie unikniemy, nie szukając ich nawet.